# Laguenne-sur-Avalouze
Laguenne-sur-Avalouze es una comuna nueva francesa situada en el departamento de Corrèze, de la región de Nueva Aquitania.

## Historia
Fue creada el 1 de enero de 2019, en aplicación de una resolución del prefecto de Corrèze de 5 de noviembre de 2018 con la unión de las comunas de Laguenne y Saint-Bonnet-Avalouze, pasando a estar el ayuntamiento en la antigua comuna de Laguenne.

## Demografía
Según los datos aportados en la resolución del prefecto de Corrèze, la comuna se crea con 1641 habitantes.

## Composición
| Comuna fusionada      | Código INSEE | Población (2016) | Superficie (km²) | Densidad (hab./km²) |
| --------------------- | ------------ | ---------------- | ---------------- | ------------------- |
| Laguenne              | 19101        | 1329             | 7.01             | 190                 |
| Saint-Bonnet-Avalouze | 221          | 5.14             | 5.14             | 43                  |